# 218679 Sagamorehill
218679 Sagamorehill este o planetă minoră (asteroid) din centura de asteroizi. A fost descoperită pe 3 octombrie 2005 la Catalina Station⁠(d) de Richard Kowalski⁠(d). 
Obiectul prezintă o orbită caracterizată de o semiaxă mare de 2,6848250536619 UAi, o excentricitate de 0,14884617009643, o înclinație de 11,091403431323 ° în raport cu ecliptica.